# 刀利ダム
刀利ダム（とうりダム）は、富山県南砺市刀利の小矢部川上流に位置するドーム型アーチ式ダムである。当時の農林省が直轄事業として建設した。同年代に完成したアーチ式ダムに黒部ダム（富山県）があり、ダム本体施工業者も黒部ダムと同じ間組である。ダム本体に設置されたオレンジ色の通路がアクセントになっている。融雪期などにはダム下部のハウエルバンガーバルブから、迫力のある放流が見られる。
堰堤上には県道金沢湯涌福光線が通じ、そのまま西進すれば湯涌温泉や金沢市内へも行けるが、ダム～湯涌温泉間は狭隘区間であるため冬季閉鎖を余儀なくされる。

## 歴史
倶利伽羅峠の戦いで木曾義仲に敗れた平氏が臼中へ、その後、義仲も頼朝に敗れたがその残党の武士たちが刀利谷へと落ち延びたことで、臼中集落を平家谷、刀利集落は源氏谷と呼称されていた。刀利は金沢の中心からでも24km程であり、金沢からは浅野川、福光からは小矢部川とどちらの道にも川に沿って本流を上流へと上ればよかったため、情報や文化の伝播が容易であった。刀利は金沢（加賀藩）から美濃・尾張への最短距離で、大門山脇のブナオ峠から五箇山の赤尾に抜けるための要所地でもあり、刀利銀山や金山谷の高山があったため各地からの人々の流入も多く、江戸末期から明治時代にかけては急速に人口が増え、戦後も良質の炭を生産したため経済的には潤っていた。しかし、川下流域の干ばつや洪水の被害から農業を守るため、水力発電による経済復興のため、ダムになり移転した。その移転の際に城端善徳寺に寄進された石が蓮如上人腰掛け石である。小矢部川水系は、1952年7月、1953年8月、翌9月と大水害が発生。農林省は、1954年に調査費を計上して多目的ダムの建設に着手した。1955年からは湛水域住民からの反対運動が起こったが、地域住民や松村謙三らの尽力により補償協議が行われ、下刀利、刀利、滝谷の3集落72世帯169人の移転が行われた。ダム建設は1961年開始、下流の頭首工や灌漑施設は、1965年から建設が行われている。1967年には満水位となり、同年5月22日に完成式典が行われた。